# Trận Krivolak
Trận Krivolak (Tiếng Bulgaria: Криволашко сражение) là một trận đánh trong Thế chiến thứ nhất diễn ra từ ngày 21 tháng 10 đến 22 tháng 11 năm 1915 giữa Vương quốc Bulgaria và Pháp, một phần của Chiến dịch Serbia.
Ngày 21 tháng 10, trận đánh bắt đầu khi lính Bulgaria tấn công các vị trí của quân Pháp gần nhà ga Strumica, thuộc Vương quốc Serbia (ngày nay là nước Cộng hòa Macedonia). Giao tranh diễn ra đến ngày 22 tháng 11 khi hai sư đoàn Serbia thất bại trong việc chiếm Skopje, khiến cho quân Pháp phải rút lui để tránh tình hình diễn ra xấu hơn. Thất bại của quân Pháp trong trận Krivolak và sau đó là quân Anh trong Trận Kosturino dẫn đến việc toàn bộ quân đội khối Hiệp ước (Entente) rút khỏi Serbia, giúp cho khối Liên minh Trung tâm đánh bại hoàn toàn Serbia và khai thông tuyến đường sắt từ Berlin đến Baghdad.

## Bối cảnh
Sau sự kiện thái tử Áo-Hung bị ám sát, Đế quốc Áo-Hung tuyên chiến với Serbia, mở màn Thế chiến thứ nhất nói chung và mặt trận Serbia nói riêng. Tuy nhiên năm 1914 kết thúc với việc Áo-Hung không thể chiếm được Serbia như dự tính sau ba lần tấn công thất bại. Bước sang năm 1915, với việc phe Liên minh Trung tâm đang đạt được những thắng lợi lớn ở mặt trận phía Đông và phe Hiệp ước không đảm bảo được yêu sách lãnh thổ cho mình, Bulgaria, một quốc gia lớn trong khu vực Balkan, ngả về phe Liên minh Trung tâm dù đang tuyên bố trung lập từ đầu cuộc chiến. Ngày 6 tháng 9 năm 1915, Bulgaria ký với Đế quốc Đức và Đế quốc Áo-Hung Hiệp định liên minh quân sự. Ngày 21 tháng 9 năm 1915, Bulgaria bắt đầu tiến hành tổng động viên cho cuộc chiến. Tổng lực lượng liên quân Đức, Áo-Hung và Bulgaria ước tính khoảng 800.000 quân.
Ngày 6 tháng 10 năm 1915, Đức, Áo-Hung bắt đầu tấn công và nhanh chóng chiếm được Belgrade, đẩy lùi quân đội Serbia rút dần về phía nam. Bulgaria chính thức tuyên chiến với Serbia vào ngày 14 tháng 10 với hai mũi tấn công của Tập đoàn quân số 1 ở phía bắc tiến về hướng Niš và Aleksinac tìm cách liên kết với Tập đoàn quân số 11 Đức, trong khi Tập đoàn quân số 2 tiến về Vranje để cắt liên lạc giữa Macedonia và Salonika. Quân đội Bulgaria lần lượt chiếm được Kumanovo, Štip và Skopje để ngăn quân đội Serbia tháo chạy về hướng biên giới Hy Lạp và Salonika. Cuộc tấn công của Bulgaria đầy Serbia vào tình thế tuyệt vọng khi các đội quân của họ lần lượt bị bao vây, buộc phải đầu hàng hoặc tiếp tục rút chạy.
Những chiến thắng của Bulgaria cũng khiến cho mối liên lạc giữa Serbia và liên quân Anh-Pháp tại Salonika bị cắt đứt. Anh-Pháp trước đó đã có những cuộc đàm phán bí mật nhằm lôi kéo Bulgaria về phe Hiệp ước (Entente). Trước việc Bulgaria động binh, ngày 5 tháng 10, các nhà lãnh đạo của Anh và Pháp đã gặp nhau tại Calais để bàn về số phận Serbia, theo đó Anh sẽ gửi năm sư đoàn còn Pháp gửi ba sư đoàn đến hải cảng Salonika của Hy Lạp. Tuy nhiên trước sự phản đối của chính phủ Hy Lạp thân Đức việc đổ bộ tại Salonia sẽ làm mất tính trung lập của nước này (dù trước chiến tranh, Hy Lạp đã ký thỏa thuận với Serbia về việc hỗ trợ quân sự nước này nếu Serbia bị Bulgaria tấn công), kế hoạch đã bị ảnh hưởng, theo đó chỉ có ba sư đoàn Pháp (thuộc Armée d'Orient) và một sư đoàn Anh được đưa đến từ chiến trường Dardanelles. Sự có mặt và quân số của quân Anh-Pháp tại Salonika cũng được Bulgaria thông qua các tin tình báo nắm được và Đức đã đồng ý cho Bulgaria chiếm Doiran và Gevgeli, khu vực gần biên giới Hy Lạp để chuẩn bị cho mối đe dọa từ Salonika.

## Diễn biến

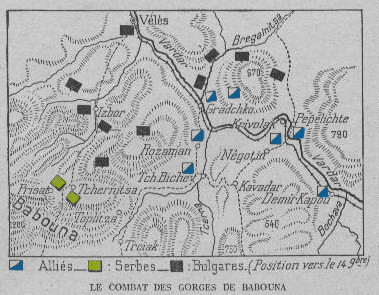
Bản đồ Trận Krivolak.

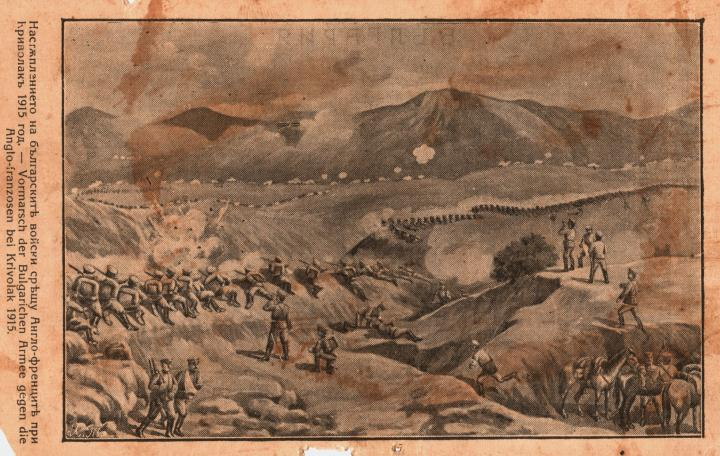
Một tấm bưu thiếp của Bulgaria mô tả trận đánh.

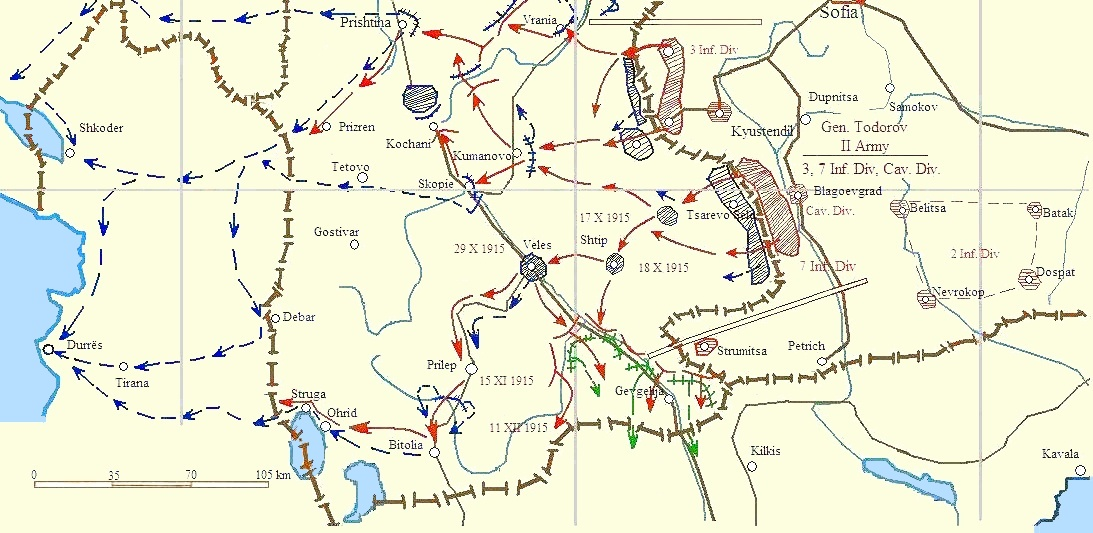
Hoạt động của Tập đoàn quân số 2 Bulgaria trong năm 1915.

Liên quân Anh-Pháp dưới sự chỉ huy của tướng Pháp Maurice Sarrail và tướng Anh Bryan Mahon bắt đầu tiến về hướng bắc. Tổng lực lượng liên quân khoảng 60.000 người, có 43 khẩu đội pháo và 276 súng máy. Trong hai ngày 15 và 16 tháng 10, ba sư đoàn Pháp (số 57, 122 và 156) cùng với hai trung đoàn Chasseurs d'Afrique và một trung đoàn Zouaves đã đến được ga tàu Gevgelija và Strumica. Đến ngày 20 tháng 10, các sư đoàn Pháp đã đến được Krivolak nằm bên dòng sông Vardar trong khi quân Anh chiếm được vị trí chiến lược quan trọng nằm giữa đèo Kosturino, sông Vardar và hồ Doiran. Điều này giúp cho cuộc rút lui của quân đội Serbia dễ dàng hơn vì Tập đoàn quân số 2 Bulgaria phải chuyển lực lượng xuống phía nam để ngăn không cho quân Anh-Pháp tiến vào lãnh thổ nước này. Tập đoàn quân số 2 Bulgaria có 160.000 người, 65 khẩu đội pháo với 260 khẩu pháo do Trung tướng Georgi Todorov chỉ huy. Người Pháp nhận ra sự hiện diện của lính Bulgaria tại đèo Babuna nằm giữa hai thành phố Veles và Bitola và cố gắng tìm cách liên lạc với một nhóm lính Serbia đang đồn trú tại phía tây bắc đèo.
Ngày 21 tháng 10, Trung đoàn Bộ binh số 14 Bulgaria tiến đến ga đường sắt Strumica nhằm mục đích phá hủy cây cầu đường sắt gần đó bất ngờ chạm trán quân Pháp. Quân Bulgaria bị đẩy lùi khỏi tuyến đường sắt và cả làng Rabrovo 11 km về hướng đông, trong khi quân Pháp củng cố các vị trí họ kiểm soát hơn 48 km đường tàu cho đến nhà ga thị trấn Demir Kapija. Đến ngày 24 tháng 10, Tập đoàn quân số 2 Bulgaria đã chiếm được Veles và Kumanovo, cắt đứt sợi dây liên kết giữa quân Serbia đang rút chạy và quân Pháp. Ngày 27 tháng 10, Sư đoàn 57 của Pháp đã thiết lập một đầu cầu bán nguyệt quanh Karahojali phía đông sông Vardar, bao gồm 24 km đường giữa Gradec và Krivolak. Ngày 2 tháng 11, hai chiếc cầu phao được bắc qua sông Vardar để tạo điều kiện cung cấp tiếp vận cho vị trí phòng thủ mới. Ngày hôm sau, một biệt đội lính Pháp đã bảo vệ những cây cầu trước cuộc tấn công của ba lữ đoàn Bulgaria. Thiếu huấn luyện và yểm trợ, Bulgaria thương vong 3.000 quân. Trong cùng ngày, Sư đoàn 156 đã chiếm được hai ngôi làng Dorlobos và.
Nhận thấy địa hình không phù hợp để bố trí pháo binh, Sư đoàn 57 và 122 của Pháp bỏ vị trí tại Karahojal và tiến đến Veles, tấn công từ phía sau quân Bulgaria. Ngày 5 tháng 11, quân Pháp chiếm được các thị trấn Kamen Dol, Debrista và nhà ga Gradsko. Tuy nhiên cuộc tiến quân của hai sư đoàn này đã bị chặn lại tại một cứ điểm quan trọng của quân Bulgaria tại tu viện Archangel. Trong khi đó, ngày 6 tháng 11, Sư đoàn 156 Pháp tấn công Fortin Bulgare và Đồi 526 ở phía nam Kosturino cũng thất bại.
Vào thời điểm bộ chỉ huy Bulgaria bắt đầu chuyển từ mục tiêu truy kích tàn quân Serbia sang đối đầu với quân Pháp, Sư đoàn 156 của Pháp đóng ở vị trí đối diện núi Belasica kiểm soát thung lũng Vardar đến Gradec. Hai trung đoàn của Sư đoàn 57 giữ tuyến đường sắt từ Gradec đến Karahojali. Sư đoàn 122 và hai trung đoàn khác của Sư đoàn 57 kiểm soát khu vực từ nhà ga Gradsko đến đầu cầu Vozarci tả ngạn sông Crna, đối mặt với sáu trung đoàn bộ binh Bulgaria.
Ngày 10 tháng 11, quân Pháp lại tấn công tu viện Archangel và một lần nữa thất bại, tuy nhiên cũng chiếm được hai ngôi làng phụ cận là Dolno Cicevo và Gorno Cicevo. Ngày 11 tháng 11, quân Pháp tấn công Fortin Bulgare và Đồi 526 lần hai, chiếm được hai vị trí này và buộc pháo binh Bulgaria trên đường Kosturino–Strumica phải rút lui. Tuy nhiên đêm hôm đó, nhận thấy sự hiện diện ngày càng nhiều của lính Bulgaria báo hiệu một cuộc phản công, tướng Pháp Charles de Lardemelle chỉ huy Sư đoàn 122 triệt thoái quân mình ra khỏi hai làng Dolno Cicevo và Gorno Cicevo mà họ đã chiếm ngày trước đó.
Sáng ngày 12 tháng 11, Đại tá Stefan Bogdanov cho lính Bulgaria mở cuộc phản công nhằm vào Mrzen, Gradsko, Dolno Cicevo và Gorno Cicevo khi nghĩ rằng quân Pháp vẫn còn ở đây. Đến buổi chiều, quân Bulgaria đã chiếm Krusevica và Gradsko. Ở phía Tây, quân Pháp tiến đến ngoại vi làng Ormanli và Kosturino đã phải dừng lại sau khi nghe tin quân tăng viện Bulgaria đã đến núi Belasica. Ngày 13 tháng 11, quân Bulgaria tấn công trên cả hai hướng của mặt trận. Tướng Pháp Sarrail bị chính phủ Pháp lệnh cho ngừng mọi hoạt động tiến quân và rút về Bitola, do lo ngại thái độ thù địch của các quan chức Hy Lạp sẽ dẫn đến một cuộc tấn công vào phía sau quân Pháp.
Chiến trường trở nên yên tĩnh đến tận ngày 20 tháng 11, khi Sư đoàn 5 Bulgaria di chuyển dọc theo tuyến đường Prilep–Vozarci chiếm được đầu cầu Vozarci. Ngày 22 tháng 11, hai sư đoàn Serbia tấn công thành phố Skopje nhưng thất bại và điều này khiến cho việc duy trì lực lượng quân Hiệp ước tại Vardar Macedonia không còn cần thiết nữa. Quân Pháp rút quân khỏi khu vực, kết thúc trận đánh. Tổng cộng có 5.877 lính Bulgaria chết, bị thương hoặc mất tích trong khi con số này bên phía Pháp là 3.161.

## Kết quả

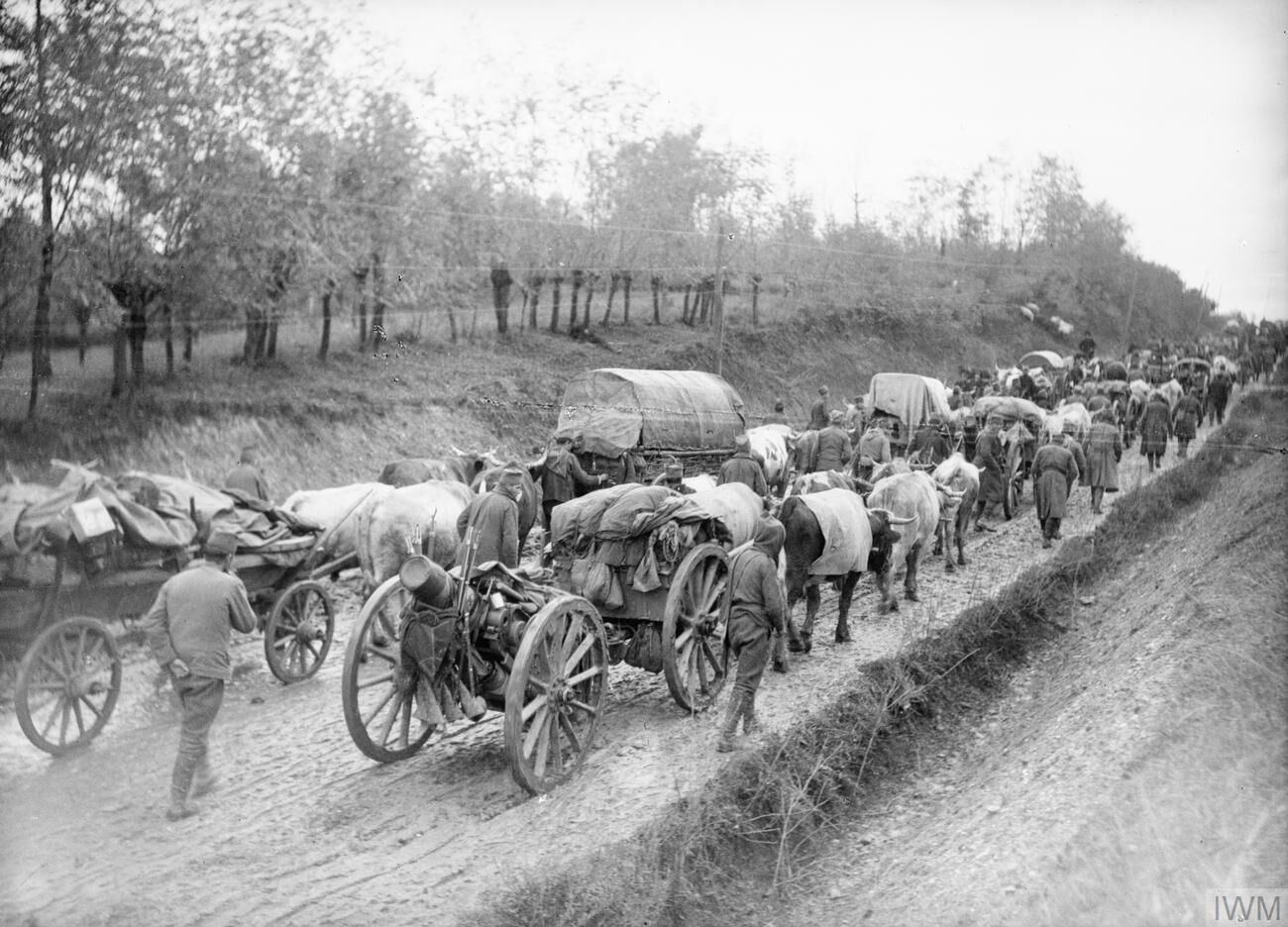
Cảnh quân đội Serbia triệt thoái vào cuối năm 1915.

Ngày 10 tháng 12, quân Bulgaria một lần nữa tấn công quân Pháp gần Gevgeli và đẩy lùi quân Pháp về biên giới Hy Lạp. Quân Anh không có động thái gì trong giai đoạn đầu sau khi đổ bộ lên Salonika, đã đưa ba lữ đoàn lên phía bắc biên giới Serbia từ cuối tháng 10. Ngày 7 tháng 12, quân Bulgaria tấn công các vị trí quân Anh tại Kosturino, và trước sự áp đảo về quân số, sau năm ngày, quân Anh cũng phải rút lui về tuyến biên giới Hy Lạp nơi quân đội Bulgaria không dám vượt sang.
Nhiều sĩ quan quân đội Bulgaria, trong đó có Tổng tham mưu trưởng Nikola Zhekov, mong muốn vượt biên giới Hy Lạp để tấn công quân Hiệp ước tại Salonika nhưng Đức đã ngăn cản điều đó vì không muốn ảnh hưởng đến mối quan hệ với chính phủ Hy Lạp thân Đức. Việc Bulgaria tiếp tục tiến quân về mặt thực tế cũng khó có thể thực hiện do quân đội của họ cũng đã kiệt sức sau các trận đánh bên cạnh không đảm bảo hệ thống tiếp vận, đường sá cũng như thời tiết mùa đông khắc nghiệt. Những chiến thắng trước liên quân Anh-Pháp cũng cho thấy quân đội Bulgaria vừa được tôi luyện qua các cuộc chiến tranh Balkan không hề gặp vấn đề gì trong việc đối đầu với quân đội các cường quốc.
Chiến thắng của Bulgaria trước liên quân Anh-Pháp cũng dập tắt hi vọng của Serbia về khả năng nhận được hỗ trợ quân sự từ đồng minh. Từ ngày 24 tháng 11, tàn quân Serbia bắt đầu cuộc rút lui băng qua những dãy núi tuyết phủ tại Kosovo và Montenegro để đến miền bắc và miền trung Albania, từ đó đi xuống bờ biển Adriatic. Chỉ có khoảng 155.000 người Serbia, hầu hết là binh lính, đến được bờ biển Adriatic và sau đó được di tản đến Corfu. Cuộc di tản kết thúc vào ngày 10 tháng 2 và nhiều người vì kiệt sức đã chết sau khi được giải cứu.